# Canó naval SK C/35 de 8,8cm
El SK C/35 de 8,8 cm va ser un canó naval alemany utilitzat a la Segona Guerra Mundial.

## Descripció
El canó SK C/35 de 8,8 cm pesava 776 quilograms (1.711 lliures) i tenia una longitud total de 3,985 metres (13 peus 0,9 polzades) amb una recambra de bloc retrocàrrega vertical. Disparava un projectil de 9,5 kg (21 lliures) de 88 mm de diàmetre, i el canó de vegades es descriu com de calibre 45. Una càrrega propulsora de 2,82 kg (6,2 lliures) produïa una velocitat de boca de 700 m/s (2.300 peus/s) amb projectils d'alt explosiu incendiari i explosius alts (amb traçador o sense). L'esperança de vida útil era de 12.000 càrregues completes efectives (EFC) per canó. Tenia una elevació d'entre +30°  to −10°

### Munició
La munició era de tipus fix amb un pes rodó complet de 15 kg (33 lb) i una longitud de projectil d'uns 355 mm (14,0 polzades). Podia disparar:
- Perforant de blindatge (AP): 10,2 kg (22 lliures)
- Alt explosiu (HE) - 9 kg (20 lliures)
- Il·luminació (ILLUM): 9,4 kg (21 lliures)

El projectil d'alt explosiu (HE) té una velocitat de sortida de 700 m/s (2.300 peus/s)

## Història

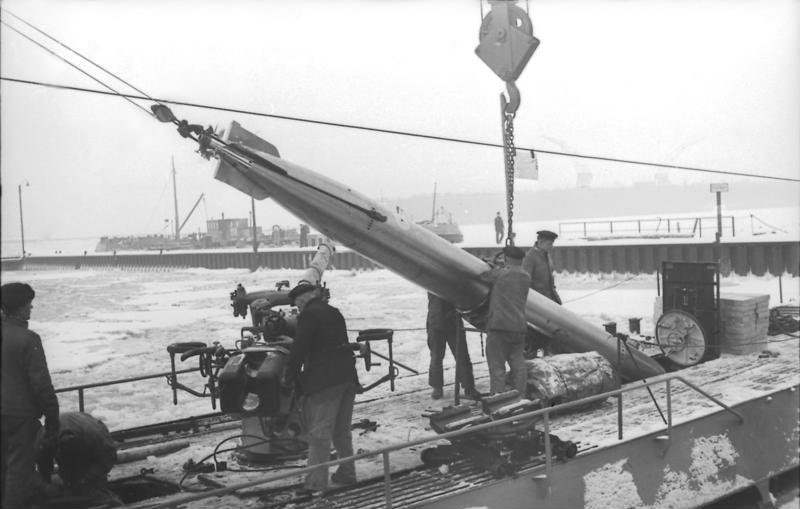
El canó de coberta SK C/35, normalment sense blindatge, d'un submarí tipus VII és visible sota la cua del torpede.

Aquest va ser el canó de coberta estàndard muntat davant de la torre de maquinària en submarins de tipus VII, encara que alguns van substituir un canó naval SK C/30 d'angle alt de 8,8 cm per a la defensa antiaèria. L'SK C/35 va ser dissenyat per als vaixells prototipus VIIA de 1935 amb una dotació nominal de munició de 220 projectils. Durant els primers anys de la guerra, aquests canons es van utilitzar per fomentar la rendició de vaixells mercants encaminats de manera independent o per enfonsar vaixells danyats pels torpedes. Alguns d'aquests canons van ser posteriorment retirats dels submarins per muntar-los a bord de dragamines i caçadors de submarins després que els canons de coberta sense blindatge fossin poc pràctics en acció contra vaixells mercants equipats defensivament i combois comercials escortats.